# George Dixon (rugbysta)
George Martin Dixon (ur. 10 kwietnia 1901 w Vallejo, zm. 23 sierpnia 1991 w San Francisco) – amerykański sportowiec, olimpijczyk, zdobywca złotego medalu w turnieju rugby union na Letnich Igrzyskach Olimpijskich w 1924 roku w Paryżu.

## Kariera sportowa
Podczas studiów na University of California, Berkeley reprezentował barwy California Golden Bears w koszykówce i rugby union. W latach 1926–27 poprowadził uniwersytecką drużynę do dwóch, zdobytych bez porażki,  koszykarskich tytułów All-Pacific Coast Conference NCAA, co dało mu miejsce w drużynie stulecia. Był uważany za jednego z najlepszych uniwersyteckich graczy na swojej pozycji, przez co otrzymał  nominację do zespołu All-American, a do Cal Athletic Hall of Fame został przyjęty w 1986 roku. Następnie kontynuował karierę w Olympic Club.
Z reprezentacją Stanów Zjednoczonych zagrał w turnieju rugby union na Letnich Igrzyskach Olimpijskich 1924. Wystąpił w obu meczach tych zawodów, w których Amerykanie na Stade de Colombes pokonali 11 maja Rumunię 37–0, a tydzień później Francję 17–3. Wygrywając oba pojedynki Amerykanie zwyciężyli w turnieju zdobywając tym samym złote medale igrzysk.
Były to jego jedyne występy w reprezentacji kraju, a wraz z pozostałymi amerykańskimi złotymi medalistami w rugby union został w 2012 roku przyjęty do IRB Hall of Fame.

## Kariera zawodowa
Po ukończeniu studiów pracował w przemyśle petrochemicznym, a po wybuchu II wojny światowej służył jako pilot w United States Navy. Pozostał następnie związany z lotnictwem, pracując jako pilot w lotnictwie cywilnym.